# Canalicule vestibulaire
Le canalicule vestibulaire (ou canal pétro-mastoïdien ou canal pétro-cérébelleux ou canalicule pétro-mastoïdien ou canaliculus subarcuatus) est un conduit osseux de la partie pétreuse de l'os temporal.

## Description
L'ouverture du canalicule  vestibulaire se trouve au fond de la fossa subarcuata.
Il passe à l'arrière du canal semi-circulaire antérieur puis au-dessus du latéral.
Il se termine dans l'antre mastoïdien.
C'est le passage d'un prolongement de la dure-mère et de vaisseaux sanguins.

## Embryologie
Le canalicule vestibulaire est le vestige de la fossa suarcuata embryonnaire.